# انا فان در کمپ
انا فان در کمپ (انگلیسی: Anna van der Kamp؛ زادهٔ ۱۹ ژوئن ۱۹۷۲) قایقران روئینگ اهل کانادا است.